# Carl Hardt

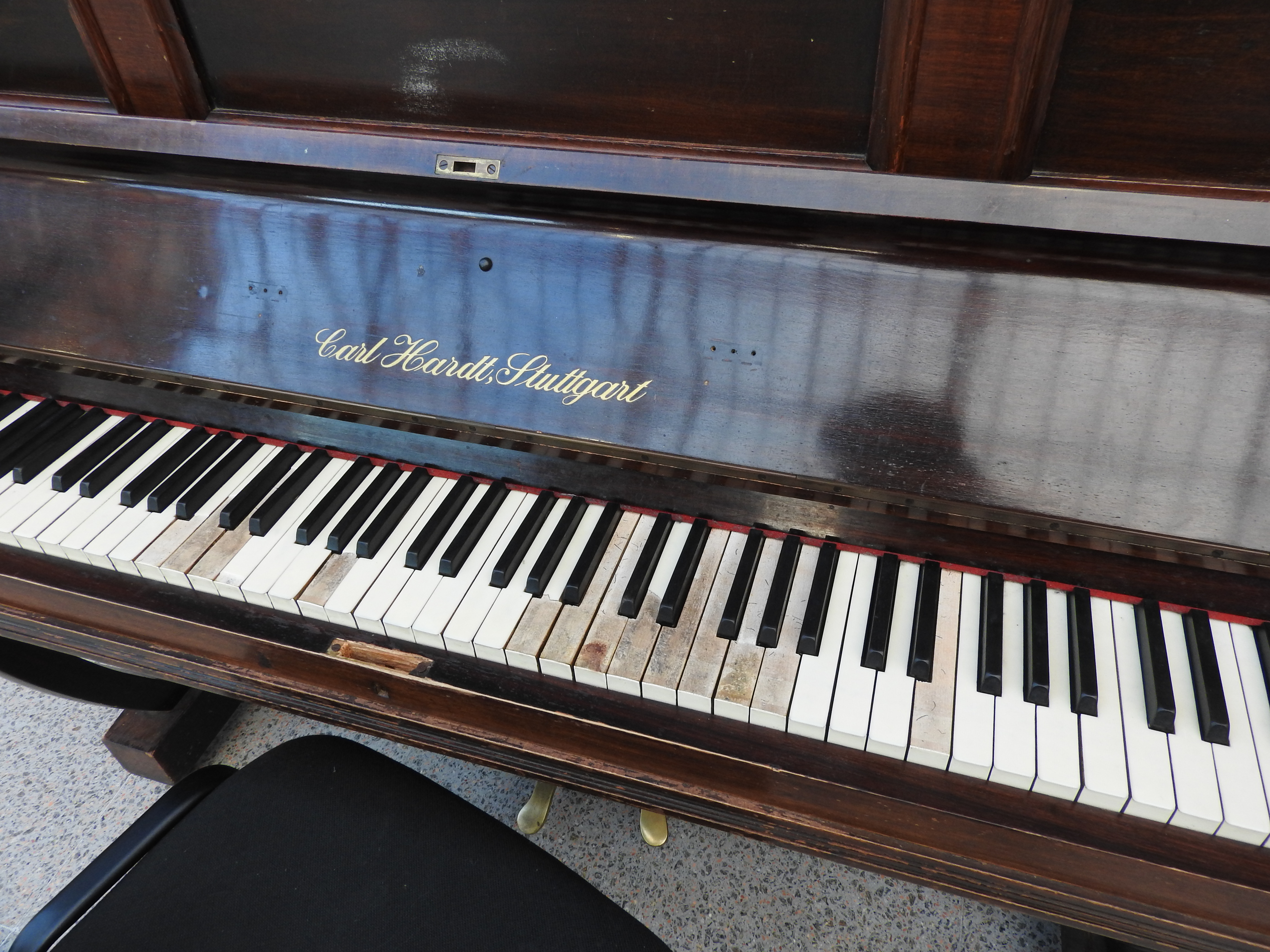
Ein von Carl Hardt gebautes Klavier als öffentliches Klavier im Bahnhof von Nottingham im Jahr 2018

Carl Hardt (* 1822 in Stuttgart; † 24. September 1899) war ein deutscher Klavierfabrikant. Er war der erste Klavierfabrikant in Süddeutschland, der ausschließlich kreuzsaitige Pianinos baute.

## Leben
Carl Hardt erhielt seine Ausbildung bei Friedrich Dörner. Nach seinen Wanderjahren gründete er 1855 sein Unternehmen, das bis 1867 unter dem Namen Hardt & Pressel lief. Dann schied sein Partner, der Holzhändler Pressel, aus.
1862 waren Hardt & Pressel in London bei der gewerblichen Ausstellung des Zollvereins mit zwei Instrumenten vertreten und erhielten eine Goldmedaille für ihre sorgfältige Arbeit. 1867 erhielt Carl Hardt auf der Weltausstellung in Paris eine Bronzemedaille für sein kreuzsaitiges Pianino.
1871 war die Zahl von hundert bei Carl Hardt produzierten Klavieren überschritten; 1873 die von 1000. Laut dem Katalog der Weltausstellung 1873 in Wien, auf der Hardt zwei Pianinos ausstellte, beschäftigte er damals 51 Arbeiter und produzierte vor allem Instrumente für den außerdeutschen Markt. Ungefähr die Hälfte der Instrumente für diesen Markt gingen nach Übersee. Hardts Instrumente wurden in Wien gelobt, aber nicht ausgezeichnet. Auf der Württembergischen Landesgewerbe-Ausstellung 1881 erhielt er eine Silbermedaille. Im selben Jahr ließ er sich eine Änderung der Flemmingschen Repetitionsmechanik patentieren und produzierte sein 2000. Klavier. 1886 war die Seriennummer 3000 erreicht, was im Jahr 1887 gebührend gefeiert wurde. Hardt arbeitete mittlerweile beinahe ausschließlich für den Export; 1888 erschien ein viersprachiger Katalog seiner Produkte.
Die Zwillingssöhne Karl und Anton aus Carl Hardts zweiter Ehe – die erste war kinderlos geblieben – wurden 1892 Teilhaber, nachdem sie eine Ausbildung bei ihrem Vater erhalten hatten und danach zunächst in fremden Betrieben gearbeitet hatten. 1896 war die Seriennummer 5000 erreicht. Drei Jahre später starb Carl Hardt im Alter von 78 Jahren.

## Unternehmensgeschichte nach Hardts Tod
Carl Hardts Söhne führten das Unternehmen, das nach wie vor nach ihrem Vater benannt war, weiter. Bei der Weltausstellung in Mailand 1906 präsentierten sie sechs Pianinos, darunter eines im japanischen Stil. Um 1910 wurde das Klavier mit der Seriennummer 8500 gebaut. Ab 1912 war man Hoflieferant der Kaiserlichen und Königlichen Hoheit der Herzogin von Aosta, nachdem man ein Salonpianino für die Prinzessin Letitia von Savoyen, Herzogin von Aosta geliefert hatte. 1921 starb Heinrich Auwärter, der beinahe zwanzig Jahre lang technischer Leiter des Unternehmens gewesen war. 1924 wurde das 10.000. Klavier bei Hardt gebaut; 1931 wurde das 75-jährige Bestehen gefeiert. Zwei Jahre später, im Dezember 1933, starb Anton Hardt. Sein Bruder Karl lebte bis 1940. Die Unternehmensgeschichte endete laut Dieter Gocht 1933, laut dem Atlas der Piano-Nummern schon 1929.
Bhumibol Adulyadej, der spätere König von Thailand, und seine Geschwister nutzten während ihrer Jugendjahre in der Schweiz ein gemietetes Hardt-Klavier. Das Konservatorium von Aveiro in Portugal hat ein Hardt-Klavier in seiner Sammlung. Es stammt aus der Zeit um 1904.